# Ō̱
Ō̱ (minuscule : ō̱), appelé O macron macron souscrit, est une lettre latine utilisée dans l’écriture du duala et kiowa.

## Utilisation
En kiowa écrit avec l’orthographe McKenzie, le ‹ Ō̱, ō̱ › représente le même son que la lettre O, le macron souscrit indiquant la nasalisation et le macron suscrit indiquant une voyelle longue.

## Représentations informatiques
Le O macron macron souscrit peut être représenté avec les caractères Unicode suivants : 
- précomposé et normalisé NFC (latin étendu A, diacritiques) :

| forme     | représentation | chaîne de caractères | point de code | description                                                  |
| --------- | -------------- | -------------------- | ------------- | ------------------------------------------------------------ |
| capitale  | Ō̱              | Ō◌̱                   | U+014C U+0331 | lettre majuscule latine o macron diacritique macron souscrit |
| minuscule | ō̱              | ō◌̱                   | U+014D U+0331 | lettre minuscule latine o macron diacritique macron souscrit |

- décomposé et normalisé NFD (latin de base, diacritiques) :

| forme     | représentation | chaîne de caractères | point de code        | description                                                              |
| --------- | -------------- | -------------------- | -------------------- | ------------------------------------------------------------------------ |
| capitale  | Ō̱              | O◌̱◌̄                  | U+004F U+0331 U+0304 | lettre majuscule latine o diacritique macron souscrit diacritique macron |
| minuscule | ō̱              | o◌̱◌̄                  | U+006F U+0331 U+0304 | lettre minuscule latine o diacritique macron souscrit diacritique macron |